# 残缺议会
残缺议会（英語：Rump Parliament）是指1648年12月6日托马斯·普莱德率军将反对审判查理一世的议员驱逐以后的英国议会。

## 普莱德清洗
1648年下半年时，虽然查理一世已然就擒并被关押于怀特岛，但被长老会控制的长期议会仍希望能与查理一世和解，并发布命令开启与查理一世进行谈判。以奥利弗·克伦威尔为首的新模范军的领袖们于是决定，同时摧毁国王和议会的权威。12月6日，新模范军军官托马斯·普莱德率军封锁进入议会的阶梯，并在格雷勋爵的协助下对准备进入议会的下议院议员进行甄别。在总共489名下议员中，仅有71人被允许进入议会，另有83人在被迫表态支持对查理一世进行审判后得以返回议会。

## 审判国王
1648年12月13日，残缺议会立即通过了法令，停止与查理一世的谈判。不久。新模范军领导层决定将查理一世转而关押在温莎城堡。1649年1月4日，被肅清过的下议院通过决议，决定以叛国罪审判查理一世；这个决议虽然遭到英国上议院的反对，但下议院并不理会，决定单独审判国王。1649年1月20日，查理一世被59名充当法官的下议员判决有罪，并宣布处以死刑。1649年1月30日，查理一世被处死。此后，下议院宣布自己为人民的代表、权力的来源。
1649年2月6日，下议院宣布废除上议院；次日，下议院宣布废除君主制。2月14日，下议院宣布成立国务会议为国家政府，奥利弗·克伦威尔出任首任国务会议主席。5月19日，英国宣布成为共和国，即英格兰联邦。

## 残缺议会的结束
在共和国时期，残缺议会在宗教、法律、金融等方面通过了一系列的法令。但是在1653年，由于议会拒绝自我解散，奥利弗·克伦威尔终于失去了耐心；他于4月20日突然宣布解散议会，此后又自任护国公，建立了独裁政权。
1660年，查理二世复辟成功，他从法理上重新承认了普莱德清洗之前所有议员的身份，重新召开了长期议会。重新召开的长期议会随即宣布解散，以让位于一个指定会议；这个会议代表英格兰人民邀请查理二世就任国王。